# La guerra dei papà
La guerra dei papà (Jingle All the Way 2) è un film natalizio direct-to-video del 2014 diretto da Alex Zamm. Il film è prodotto dalla 20th Century Fox e dai WWE Studios, la divisione cinematografica della WWE, ed è stato distribuito direttamente in video dalla Fox il 2 dicembre 2014 negli Stati Uniti, la promozione in onda da parte della WWE è avvenuta nel corso di episodi settimanali. Quando il film è stato distribuito in video, è stato stroncato dalla critica.
Malgrado il titolo originale, non è il sequel diretto di Una promessa è una promessa, film del 1996 con protagonista  Arnold Schwarzenegger.

## Trama
Il camionista Larry Phillips compete con l'attuale marito della sua ex moglie, il ricco uomo d'affari Victor, per l'affetto della figlia Noel. Larry cerca di scoprire cosa Noel desidera di più aprendo di nascosto la lettera di Noel a Babbo Natale (che sembra scritta foneticamente) e offrendosi di spedirla per lei.
Poi cerca di comprare quello che crede sia il desiderio del cuore di Noel: un orso parlante Harrison, che è anche il giocattolo di moda della stagione. Tuttavia, il nuovo patrigno Victor invia la sua spia, un uomo da lui assunto di nome Welling, a seguire Larry e a scoprire cosa vuole Noel, in modo da poter essere lui a realizzare i suoi sogni. Victor è determinato a rendere impossibile a Larry mettere le mani su un orso Harrison, facendo comprare a Welling tutti quelli che riesce a trovare e ostacolando Larry ogni volta che cerca di metterci le mani sopra.
Victor accumula tutti gli orsi che acquista in una stanza della sua azienda di scatole, ma Larry inganna Victor e gli rivela l'ubicazione degli orsi, lo segue nella stanza in cui sono conservati e li chiude accidentalmente dentro.
Alla cerimonia di accensione dell'albero in città, un'esperta reporter ha indagato su chi ha comprato tutti gli orsetti (Welling) e lo mette in cattiva luce con tutti i genitori presenti alla cerimonia che hanno cercato di comprarne uno per il proprio figlio. La giornalista dichiara Victor come il vero cattivo, facendo sì che la folla concentri la propria rabbia contro Victor e la sua azienda di scatole invece che contro di lui.
Nel frattempo, all'interno dell'azienda di scatole, Larry e Victor hanno scoperto cosa sta succedendo e finalmente si uniscono per salvare la situazione. Decidono di passare il Natale insieme e di regalare a Noel il giocattolo più prezioso per entrambi, solo per scoprire che Noel non lo ha mai voluto. Le viene allora contestato di non volere il giocattolo e le viene fatto notare che era nella sua lettera per Babbo Natale e Noel accusa Larry di aver tradito la sua fiducia riguardo alla lettera, Larry si giustifica quindi per aver trovato e letto la lettera; la lettera, con grande sorpresa sua e di Victor, quando viene interpretata correttamente, dice qualcosa di completamente diverso da quello che lui aveva pensato: lei voleva la sua famiglia tutta unita.

## Cast
- Larry the Cable Guy è Larry Phillips
- Brian Stepanek è Victor Baxter
- Santino Marella è Claude
- Kennedi Clements è Noel Phillips
- Kirsten Robek è Trish Phillips-Baxter
- Rachel Hayward è Maggie
- Matty Finochio è Jeffrey
- Eric Breker è Nate Welling
- Brenda Crichlow è Reporter Margo Price (Brenda M. Crichlow)
- Alex Zamm è Harrison Bear (voice)

## Produzione

### Riprese
La guerra dei papà è stato girato a Fort Langley, British Columbia, Canada.

## Ricezione

### Risposta Critica
Dave Schilling di Vice ha scritto: "La cosa più insidiosa dell'intera impresa è che è così brava ad essere così cattiva". Gavin Jasper di Den of Geek ha scritto: "Alla fine, Jingle All the Way 2 è pessimo come ci si aspettava che fosse. L'umorismo è molto debole e ogni parte della storia che si riscatta (come gli ultimi quindici minuti) è compensata dalla serie infinita di incidenti in cui Larry cerca di trovare quella bambola. Ma sapete una cosa? Se dovessi scegliere tra rivedere questo film e guardare la versione di Schwarzenegger? Sì, credo che preferirei che fosse finito".